# Leptothorax hystriculus
Leptothorax hystriculus är en myrart som beskrevs av Wheeler 1915. Leptothorax hystriculus ingår i släktet smalmyror, och familjen myror. Inga underarter finns listade i Catalogue of Life.